# 황금 박차 전투
황금 박차 전투(黃金拍車戰鬪, 네덜란드어: Guldensporenslag, 프랑스어: Bataille des éperons d'or) 또는 1302년 쿠르트레 전투는 1302년 7월 11일 오늘날 벨기에에 있는 코르트레이크 마을 근처에서 프랑스 왕국의 왕실 군대와 플란데런 백국의 반란군 사이에 벌어진 전투이다. 이 전투는 1297년에서 1305년까지 이어진 프랑스-플랑드르 전쟁 중 발생했으며, 플랑드르군에게 예상치 못한 승리를 안겨주었다.
1302년 5월 18일, 프랑스의 2년간의 군사 점령과 몇 년간의 불안 끝에 플랑드르의 많은 도시들이 프랑스 지배에 반기를 들었고, 브뤼허 시에서는 지역 민병대가 많은 프랑스인들을 학살했다. 필리프 4세는 즉시 로베르 2세 다르투아 백작 휘하에 맨앳암즈 2,500명을 포함한 8,000명의 병력으로 반란을 진압하기 위한 원정대를 조직했다. 한편, 플랑드르 여러 도시의 시민 민병대 9,400명이 예상되는 프랑스군의 공격에 맞서기 위해 소집되었다.
7월 11일 코르트레이크 시 외곽에서 양측 군대가 맞붙었을 때, 프랑스 기마 맨앳암즈의 기병 돌격은 갑옷을 갖추고 잘 훈련된 플랑드르 민병 보병의 파이크 진형을 뚫지 못했다. 그 결과 프랑스 귀족들은 플랑드르군에게 막대한 손실을 입으며 궤멸되었다. 프랑스 기병대에게서 노획한 500쌍의 박차에서 이 전투의 대중적인 이름이 유래했다. 이 전투는 보병만으로 구성된 군대가 수적 우위, 지형적 이점, 그리고 적의 지나친 자신감을 이용하여 중기병에 의존하는 적군을 격파한 유명한 초기 사례이다.
프랑스는 전체 프랑스-플랑드르 전쟁에서 승리했지만, 황금 박차 전투는 벨기에의 19세기와 20세기 동안 플랑드르 운동의 중요한 문화적 기준점이 되었다. 1973년, 이 전투의 날짜는 벨기에 플람스어 공동체의 공식 공휴일로 지정되었다. 1985년 영화 <플랑드르의 사자>는 이 전투와 그 배경이 된 정치적 상황을 묘사한다.

## 배경
프랑스-플랑드르 전쟁(1297년~1305년)의 기원은 1285년 필리프 4세의 프랑스 왕위 계승으로 거슬러 올라간다. 필리프는 명목상 프랑스 왕국의 일부였던 반독립적인 정치체인 플란데런 백국에 대한 통제권을 재확립하고, 심지어 프랑스 왕실령으로 병합하기를 희망했다. 1290년대에 필리프는 플랑드르 귀족들의 지지를 얻으려 했고, 에노 백국, 홀란트, 제일란트주의 백작인 아베스네의 장 2세를 포함한 일부 지역 귀족들의 충성을 얻는 데 성공했다. 그는 필리프에 대항하여 잉글랜드 왕국과 결혼 동맹을 맺으려 했던 플랑드르 기사 기 드 당피에르가 이끄는 파벌에 반대했다. 그러나 플랑드르에서는 많은 도시가 친프랑스 파인 "릴리아르(백합)"와 후에 "클라우아르(발톱)"로 불리게 될 브뤼허의 피터르 더 코닝크가 이끄는 독립 지향 파인 "리바르(사자)"로 나뉘어 있었다.

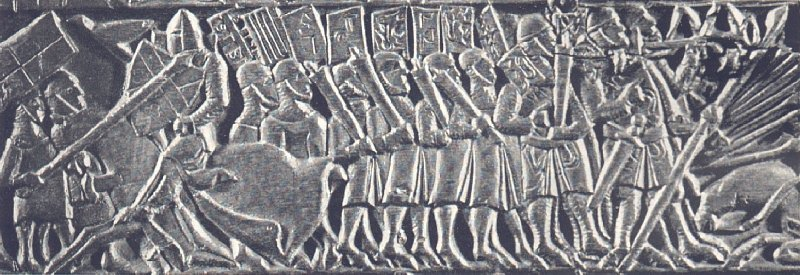
코르트레이크 궤에 묘사된 플랑드르의 전투 대형

1297년 6월, 프랑스는 플랑드르를 침공하여 빠르게 성공을 거두었다. 에드워드 1세는 3년 동안 필리프와 전쟁을 벌였지만 제1차 스코틀랜드 독립 전쟁에 직면하기 위해 프랑스에서 대부분의 관심을 철회해야 했다. 그는 프랑스와 협상에 들어가 1299년 몽트뢰유 조약을 맺었고, 플랑드르와 프랑스는 1297년 신트바프스피베 휴전 협정에 서명하여 분쟁을 일시적으로 중단했다. 1300년 1월 휴전 협정이 만료되자 에드워드는 막 필리프의 누이인 마르그리트와 결혼했고 프랑스는 다시 플랑드르를 침공했다. 5월이 되자 프랑스는 백국 전체를 완전히 장악했다. 기 드 당피에르는 투옥되었고 필리프는 직접 플랑드르를 순회하며 프랑스 통제하의 행정 기구를 설치했다.
필리프가 플랑드르를 떠난 후, 새로운 프랑스 총독 자크 드 샤티용에 대한 반란의 형태로 플랑드르 도시 브뤼허에서 다시 소요가 발생했다. 1302년 5월 18일, 브뤼허를 탈출했던 반란 시민들이 도시로 돌아와 그들이 찾을 수 있는 모든 프랑스인들을 살해했는데, 이 사건은 "브뤼허의 만과 기도"로 알려져 있다. 기 드 당피에르가 여전히 투옥된 상태에서 반란의 지휘권은 그의 동맹인 장과 나뮈르의 기에게 넘어갔다. 플란데런 백국의 대부분의 마을들은 브뤼허 반란에 동참하기로 동의했지만, 헨트 시는 참여를 거부했다. 플랑드르 귀족들의 대부분도 하층 계급이 권력을 장악하려는 시도라고 인식하는 것에 대한 두려움 때문에 프랑스 편에 섰다.

### 병력
반란을 진압하기 위해 필리프는 아르투아 백작 로베르 2세가 이끄는 강력한 군대를 브뤼허로 보냈다. 프랑스군에 맞서 빌럼 판 휠릭 휘하의 플랑드르군은 주로 브뤼허, 베스트플란데런주, 백국의 동부 지역에서 징집된 대부분 보병으로 구성된 군대를 투입했다. 이퍼르 시는 얀 판 레네서 휘하의 500명 병력을 파견했고, 그들의 도시가 반란 참여를 거부했음에도 불구하고 얀 보를뤼트는 헨트에서 700명의 자원병을 이끌고 도착했다.

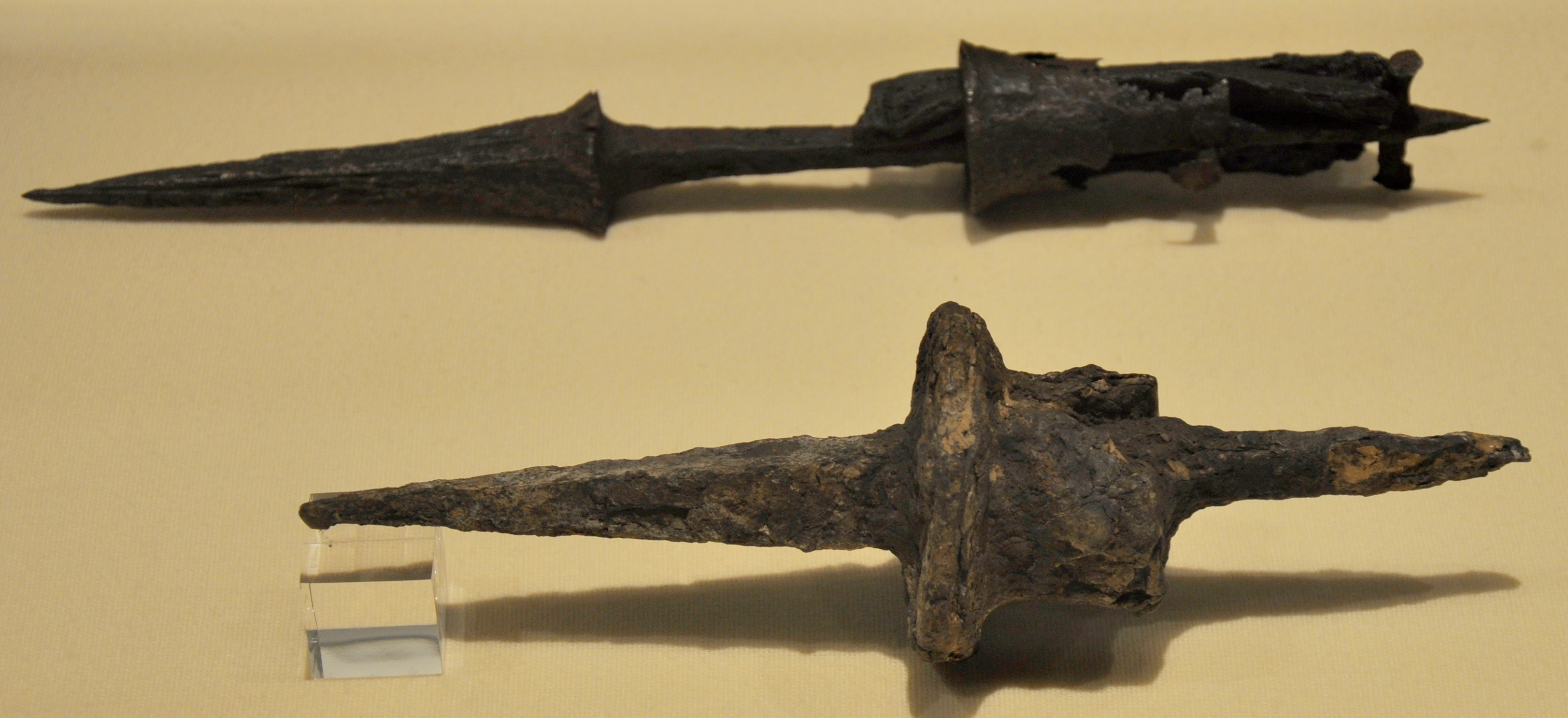
코르트레이크 박물관에 보존된 원본 고덴닥 조각

플랑드르군은 주로 잘 갖춰지고 훈련된 민병이었다. 민병대는 주로 보병으로 싸웠고, 길드별로 조직되었으며, 강철 헬멧, 사슬 호버크, 창, 파이크, 궁시 및 쇠뇌와 함께, 두꺼운 five-피트-long (1.5 m) 나무 자루 끝에 강철 스파이크가 달린 플랑드르 특유의 무기인 고덴닥으로 무장했다. 전투에 참여한 모든 플랑드르 병사들은 헬멧, 목 보호대, 철 또는 강철 장갑, 효과적인 무기를 가지고 있었지만, 모든 병사가 사슬 갑옷을 감당할 수는 없었다. 그들은 8,000~10,000명의 보병과 장교 역할을 하는 400명의 귀족으로 구성된 잘 조직된 군대였으며, 당시 도시 민병대는 정기적인 훈련과 준비를 자랑으로 여겼다. 플랑드르군 약 900명은 훈련된 쇠뇌병이었다. 플랑드르 민병대는 고덴닥과 파이크를 밖으로 향하게 하여 프랑스 기병에 맞서 일자 진형을 형성했다. 플랑드르 귀족들 사이에서 이탈률이 높았기 때문에 플랑드르 측에는 기마 기사가 거의 없었다. 헨트 연대기는 플랑드르군에 기병이 단 10명뿐이었다고 주장한다.
대조적으로 프랑스군은 기사와 기마 시종을 포함하여 250명의 갑옷을 입은 기병으로 구성된 10개의 편제로 나뉜 2,500명의 귀족 기병을 핵심으로 하는 군대를 배치했다. 전투 배치를 하는 동안 그들은 세 개의 전투 대형으로 배열되었는데, 처음 두 개는 공격을 담당하고 세 번째는 후방 경비대 및 예비 역할을 수행했다. 그들은 쇠뇌병, 창병, 경보병이 혼합된 약 5,500명의 보병의 지원을 받았다. 프랑스군에는 약 1,000명의 쇠뇌병이 있었는데, 대부분이 프랑스 왕국 출신이었고 북부 이탈리아와 스페인에서 징집된 수백 명도 있었다. 당시의 군사 이론은 각 기사를 보병 약 10명과 동등하게 평가했다.

## 전투

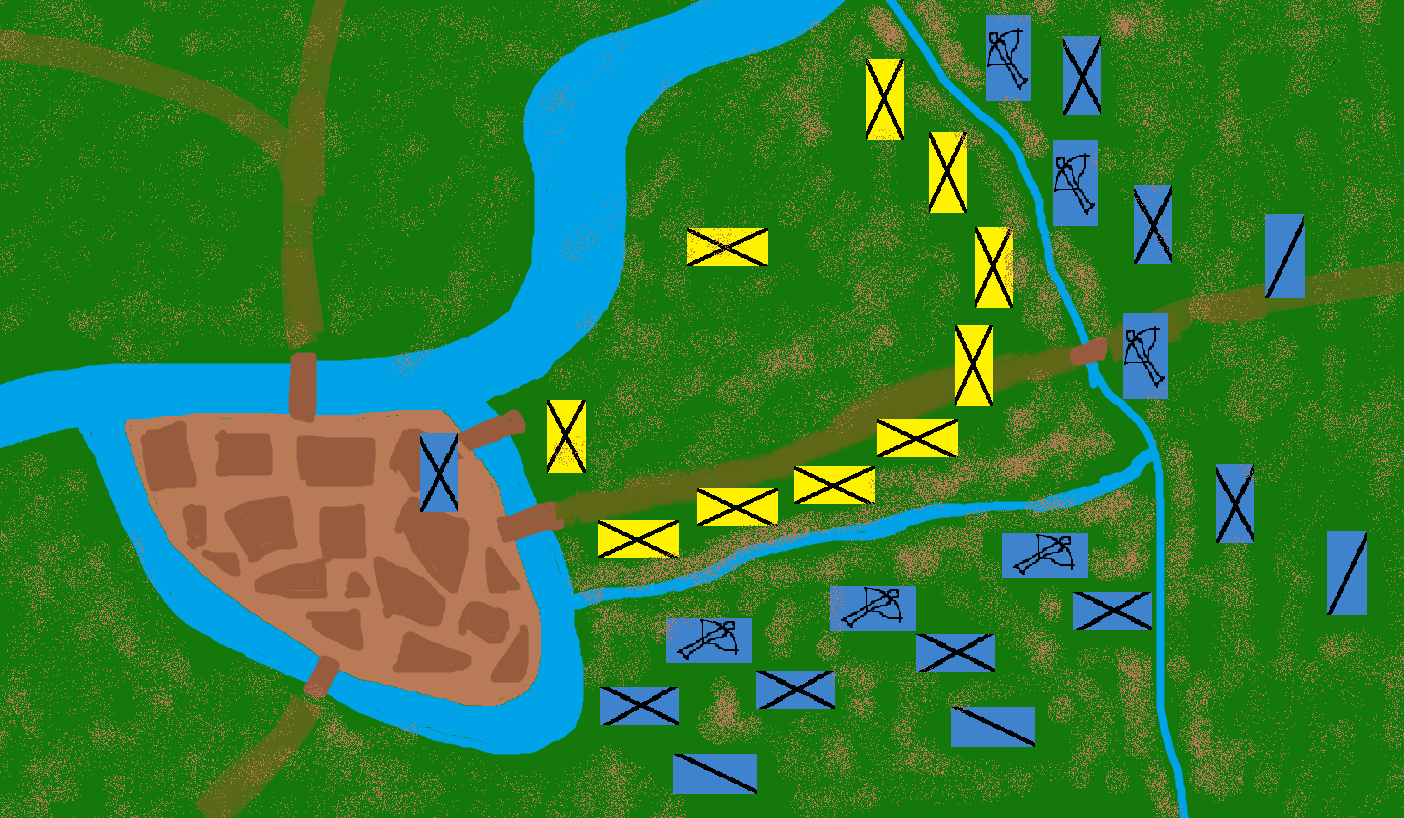
황금 박차 전투에서 프랑스군(파란색)과 플랑드르군(노란색)의 초기 진형

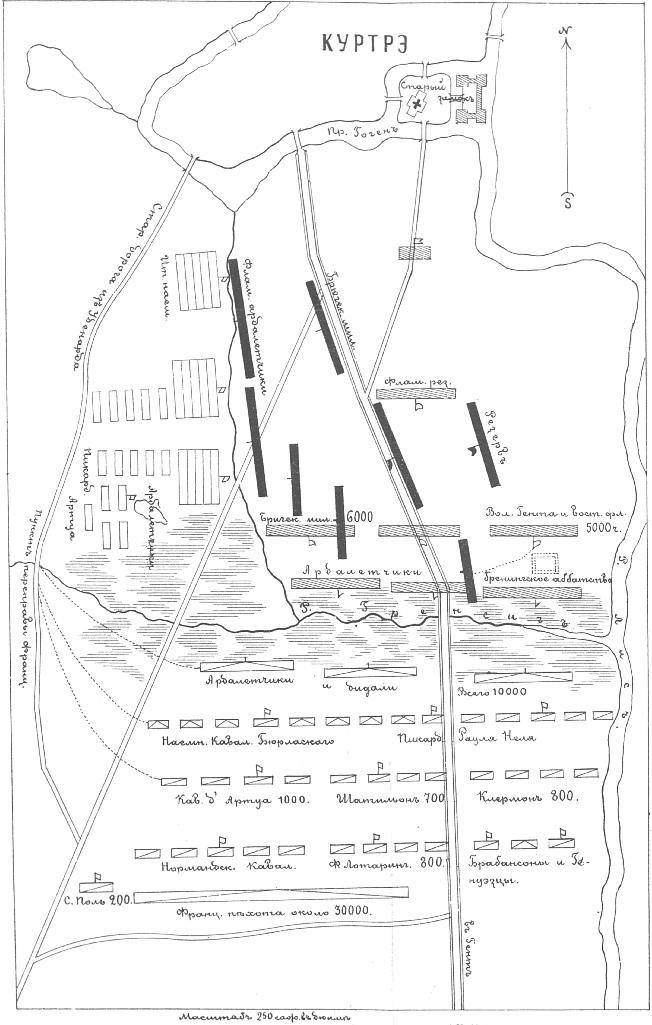
전투 시작 시 플랑드르군(검은색)과 프랑스군(비어 있음)의 위치 지도, 오른쪽에 레이에강, 상단에 성이 위치함

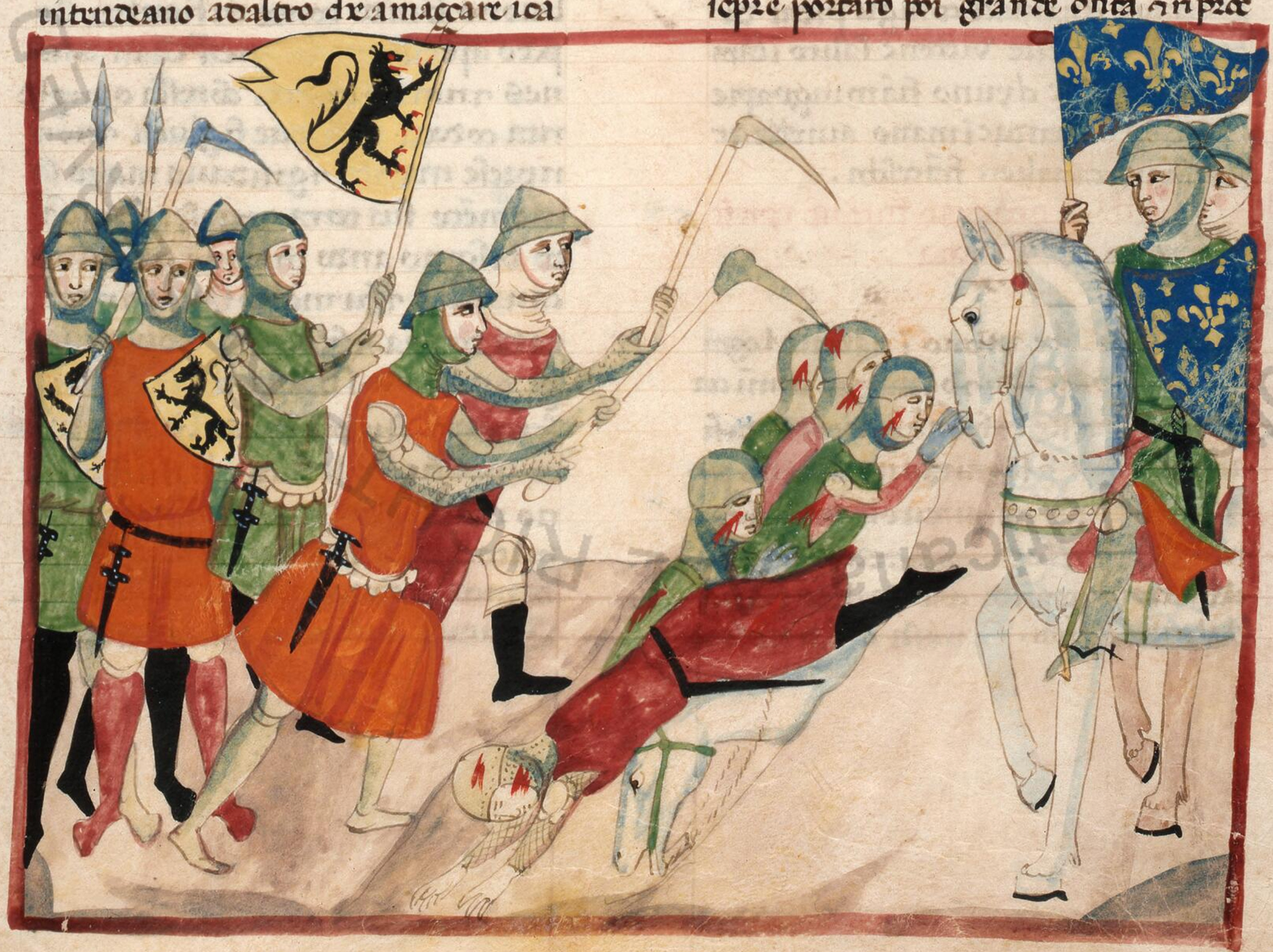
14세기 책 <누오바 크로니카>에 묘사된 전투

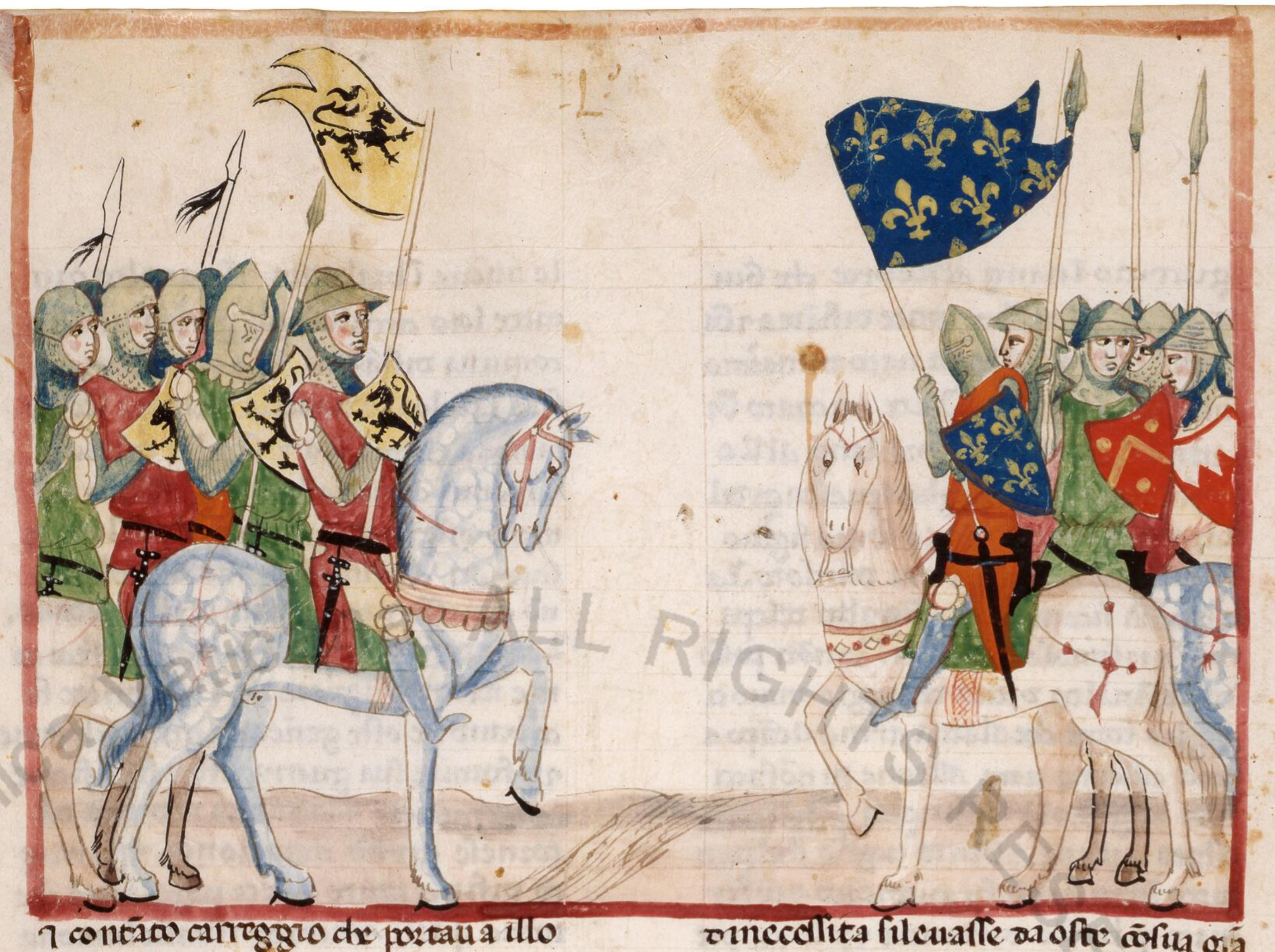
플랑드르와 프랑스 기병 (<누오바 크로니카>)

연합 플랑드르군은 6월 26일 코르트레이크에 집결하여 프랑스 주둔지가 있는 지역 성 (건축)을 포위했다. 프랑스군의 포위 해제 시도를 예상하고 그들은 들판에서 적과 맞설 준비를 했다. 프랑스군의 규모는 인상적이었는데, 기사 3,000명과 보병 4,000~5,000명으로 추정된다. 플랑드르군은 결국 포위를 풀기로 결정했고, 두 군대는 7월 11일 그루닝게 하천 옆의 넓은 들판에서 격돌했다.
코르트레이크 근처의 들판은 필리프의 군대가 집결함에 따라 플랑드르인들이 파놓은 수많은 도랑과 하천으로 가로질러져 있었다. 일부는 레이에강에서 물이 빠져나왔고, 다른 일부는 흙과 나뭇가지로 숨겨져 있어, 프랑스군의 주요 전투 전술인 기병 돌격의 운동량과 기동성을 제한하여 효과를 떨어뜨리는 고르지 못한 지형을 만들었다. 프랑스군은 수색대를 파견하여 습지를 나무판으로 덮으려 했으나, 작업을 마치기도 전에 쫓겨났다. 플랑드르군은 깊이 쌓인 선을 이루어 사각형을 형성하는 강력한 방어 진형을 취했다. 사각형의 후방은 강의 굴곡에 의해 보호되었다. 전면은 프랑스군에게 쐐기 모양을 제시했고 더 큰 시내 뒤에 배치되었다.
프랑스군 쇠뇌병 1,000명이 플랑드르 쇠뇌병 900명을 공격하면서 전투가 시작되었고, 플랑드르 쇠뇌병들을 후퇴시키는 데 성공했다. 결국, 프랑스군의 쇠뇌살과 화살이 플랑드르 보병 주력 부대의 전방 대열에 명중하기 시작했지만, 강력한 방어선 때문에 거의 피해를 입히지 못했다.
로베르 2세 다르투아는 자신의 보병이 수적으로 열세이므로 개울 반대편에 위치한 플랑드르 병사들에게 압도될 것을 우려했다. 또한, 플랑드르군은 개울을 물리적으로 막는 진형을 형성하여 프랑스 기병의 성공적인 횡단이 극도로 어려울 것이었다. 따라서 그는 보병을 불러들여 2,300명의 중기병으로 구성된 두 개의 공격 대형을 위한 길을 확보하도록 했다. 프랑스 기병은 현수막을 펼치고 "전진!"이라는 명령에 따라 진격했다.

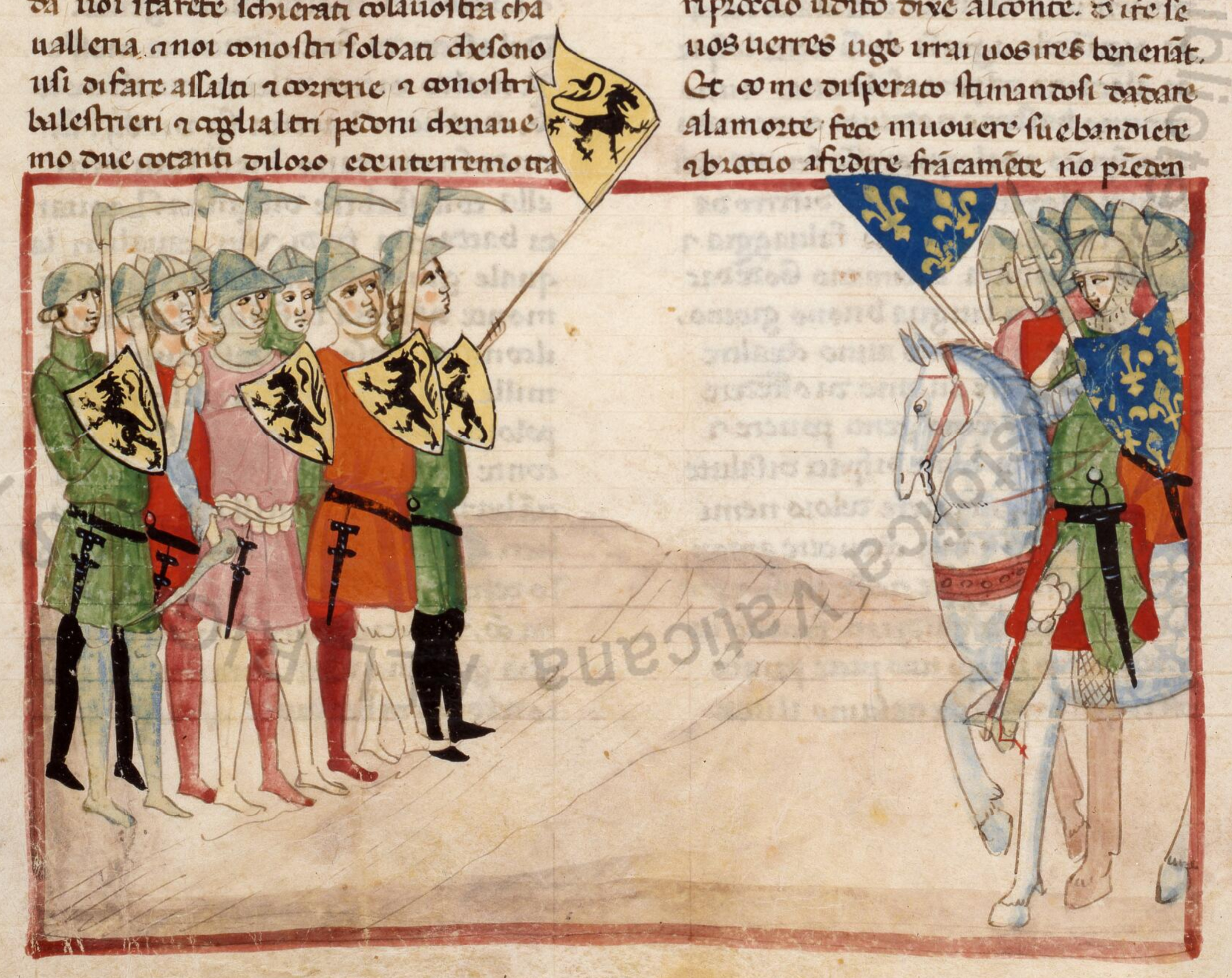
피렌체의 누오바 크로니카에 묘사된 고덴닥을 든 플랑드르 보병

일부 프랑스 보병은 진격하는 기병에 밟혀 죽었지만, 대부분은 그들을 피하거나 대열의 틈새를 통해 지나갈 수 있었다. 기병은 플랑드르군이 반응할 시간을 주지 않기를 바라며 빠르게 진격했다. 개울은 프랑스 기병에게 어려움을 주었고 일부는 말에서 떨어졌다. 그럼에도 불구하고 건너는 것은 결국 성공적이었다. 프랑스군은 곧바로 직접 공격을 위해 급히 재정비했다.
전투 준비를 마친 프랑스 기사와 맨앳암즈는 빠른 속보로 랜스를 겨눈 채 플랑드르 주력군에 돌격했다. 플랑드르 쇠뇌병과 궁병은 파이크병 뒤로 물러났다. 극적인 전투 장면 내내 큰 소음이 울려 퍼졌다. 잘 훈련된 플랑드르 보병들은 파이크를 땅에 고정하고 고덴닥을 들어 프랑스군의 돌격을 맞이했다. 플랑드르 보병벽은 예상대로 흔들리지 않았고 프랑스 기병의 일부는 주저했다. 프랑스 대형의 대부분은 공격을 계속했고 말과 사람의 귀청을 찢는 충돌과 함께 플랑드르군에게 달려들었다. 대부분의 지점에서 플랑드르 파이크병의 대열을 뚫지 못한 많은 프랑스 기사들은 재빨리 말에서 떨어져 갑옷 조각 사이를 뚫도록 설계된 고덴닥의 스파이크에 의해 살해되었다. 돌파에 성공한 소수는 곧바로 플랑드르 예비군에게 부딪혔다. 그들은 빠르게 궤멸되고 살육당했다.

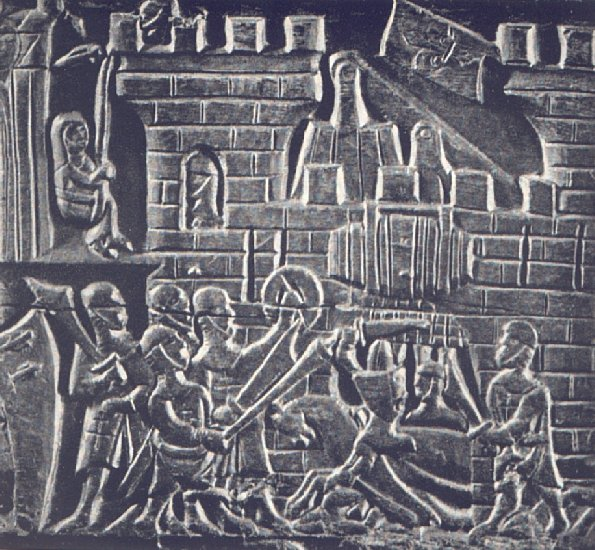
코르트레이크 궤에 묘사된 코르트레이크의 프랑스 주둔군 공격

공격이 실패했음을 깨달은 아르투아는 맨앳암즈 700명으로 구성된 후방 부대에 진격을 명령했다. 트럼펫이 울려 퍼지자 그는 자신의 기사들과 함께 앞장서서 그들을 이끌었다. 후방 부대는 아르투아의 명령을 완전히 따르지 못했다. 초기 진격 후, 그들은 곧 취약한 보급대를 보호하기 위해 후퇴했다. 지원 없이 백작과 그의 부하들은 플랑드르 방어선을 뚫을 수 없었다. 포위되고 병력으로부터 단절된 상태에서 맨앳암즈는 목숨을 걸고 싸우면서 큰 용기를 보여주었다. 특히 아르투아는 능숙하게 자신을 방어했다고 전해진다. 그의 말은 평수사 빌럼 판 사프트링게에게 쓰러졌고, 백작 자신도 곧 여러 부상을 입고 쓰러졌다. 일부 이야기에 따르면 그는 목숨을 구걸했지만, 플랑드르인들은 프랑스어를 이해하지 못한다며 그를 조롱했다고 한다.
아르투아의 죽음과 더불어 진격의 붕괴는 살아남은 기사들의 결의를 꺾었고, 그들은 곧 습지로 다시 밀려났다. 그곳에서 혼란스럽고 말에서 떨어져 진흙에 발이 묶인 그들은 쉬운 표적이 되었다. 주둔군이 동료들을 지원하려던 마지막 노력은 그러한 시도를 막기 위해 기다리고 있던 플랑드르군에게 기습당하면서 실패했다. 이 시점에서 남아있는 프랑스 병사는 소환된 보병뿐이었다. 두려움에 사로잡힌 그들은 진형을 버리고 후퇴하려고 했다. 플랑드르군은 돌격하여 많은 병사를 죽였고 나머지를 10 km (6 mi) 이상 추격했다. 이 시기에는 드물게, 플랑드르 보병은 프랑스군의 "잔혹함"에 대한 복수로 프랑스 기사들을 몸값을 위해 거의 포로로 잡지 않았다.
헨트 연대기는 전투에 대한 묘사를 다음과 같이 마무리한다.
그리하여 만물을 주관하시는 하나님의 섭리에 따라, 전쟁의 기술, 기사도의 꽃, 최고의 말과 군마가 비록 강하고 남자답고 잘 무장하고 용감하며 숙련된 지도자 아래 있었을지라도, 플랑드르의 직공, 방직공, 일반 백성과 보병 앞에 쓰러졌다. 그 위대한 [프랑스] 군대의 아름다움과 힘은 거름더미로 변했고, 프랑스의 [영광]은 똥과 벌레가 되었다.

## 여파

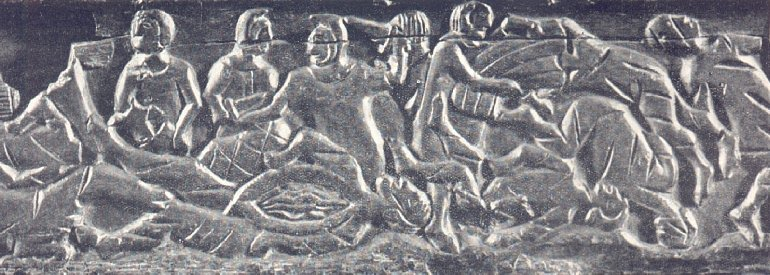
코르트레이크 궤에 묘사된 프랑스 황금 박차를 수거하는 플랑드르인들

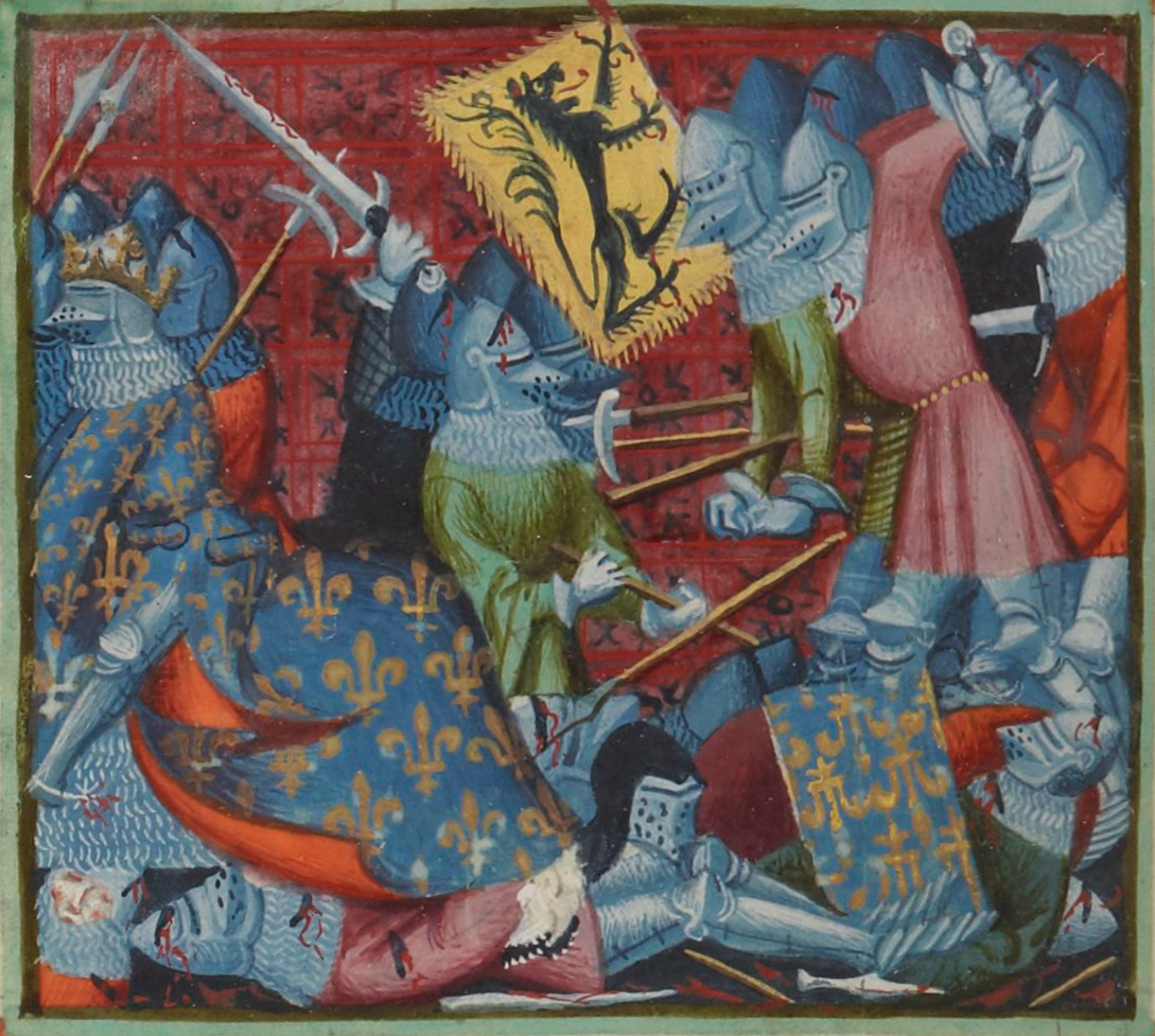
프랑스 대연대기 (c. 1390년~1401년)에 묘사된 프랑스군 사상자

프랑스군이 패배하면서 플랑드르군은 이 지역에 대한 통제권을 강화했다. 코르트레이크 성 (건축)은 7월 13일에 항복했고, 나뮈르의 장은 7월 14일에 헨트에 입성했다. 친프랑스 성향이었던 도시와 이퍼르의 귀족 정권은 전복되고 교체되었다. 플랑드르 대의에 크게 기여했던 길드 또한 공식적으로 인정되었다.
이 전투는 곧 프랑스군 전사자들의 시신에서 수거되어 인근 성모 마리아 교회에 선물로 바쳐진 500쌍의 박차에서 이름을 따서 황금 박차 전투로 알려지게 되었다. 1382년 로스베케 전투 이후, 박차는 프랑스군에게 다시 빼앗겼고 코르트레이크는 샤를 6세에 의해 보복으로 약탈당했다.
연대기에 따르면, 프랑스군은 전투에서 75명의 중요한 귀족을 포함하여 1,000명 이상의 병력을 잃었다. 이들 중에는 다음 인물들이 포함된다.
- 로베르 2세 다르투아 백작과 그의 이복형제 제임스[20]
- 클레르몽-네슬의 라울 2세, 네슬 영주, 프랑스 대무관장
- 클레르몽의 기 1세, 브레퇴유 영주, 프랑스 육군원수[20]
- 시몽 드 믈룅, 라 루페와 마르슈빌의 영주, 프랑스 육군원수
- 오말 백작 퐁티외의 장 1세[20]
- 트리에의 장 2세, 당마르탱앙고엘 백작
- 외 백작 브리엔의 장 2세[20]
- 아베스네의 장, 오스트레방 백작, 홀란트 백작 장 2세의 아들[20]
- 브라방의 고드프리, 아르쇼와 비에르종의 영주, 그리고 그의 아들 비에르종의 장[20]
- 자크 드 샤티용, 뢰즈앵에노 영주 및 전 왕실 총독
- 피에르 플로트, 필리프 4세의 수석 고문
- 라울 드 네슬, 수아송 백작 장 3세의 아들.[23]

1302년 코르트레이크에서 플랑드르의 승리는 프랑스에 의해 빠르게 뒤집혔다. 1304년, 프랑스군은 지리크제이 전투에서 플랑드르 함대를 격파하고 몬상페벨 전투에서 대승을 거두었다. 1305년 6월, 양측 간의 협상으로 아티쉬르오르주 평화 조약이 체결되었고, 플랑드르인들은 프랑스에 막대한 공물을 지불해야 했다. 이후 플랑드르 백작 로베르 3세는 1314년부터 1320년까지 프랑스 점령에 대한 저항 전쟁을 이끌었으나 결국 패배했다.
코르트레이크 시는 이 전투를 기념하는 많은 기념물과 박물관을 보유하고 있다.

## 역사적 중요성

### 전쟁에 미친 영향
황금 박차 전투는 14세기 유럽 전역에서 점진적인 "보병 혁명"의 첫 번째 사례로 여겨졌다. 전통적인 군사 이론은 군사적 성공에 필수적이라고 여겨지는 기마 기사와 중무장 기사를 강조했다. 그러나 보병은 중세 내내 영국 제도와 같은 유럽 일부 지역에서 필수적인 병과로 남아 있었다. 이는 전쟁이 맨앳암즈로 복무하는 부유한 벨라토레스(전쟁에 특화된 귀족) 엘리트의 전유물임을 의미했다. 유지하는 데 비용이 많이 드는 이러한 형태의 군대가 "하층 계급"에서 징집된 민병대에 의해 패배할 수 있다는 사실은 다음 세기 동안 전쟁의 본질에 점진적인 변화를 가져왔다. 코르트레이크에서 플랑드르군의 전술과 구성은 이후 배넉번 전투 (1314년), 크레시 전투 (1346년), 알주바호타 전투 (1385년), 젬파흐 전투 (1386년), 아쟁쿠르 전투 (1415년), 그랑송 전투 (1476년), 그리고 후스 전쟁 (1419년~1434년)의 전투에서 모방되거나 변형되었다. 그 결과, 기병의 중요성은 줄어들었고 귀족들은 더욱 흔하게 기마에서 내려와 싸웠다. 민병대 군대의 비교적 낮은 비용은 심지어 작은 국가(예: 스위스)도 군사적으로 중요한 군대를 양성할 수 있게 했으며, 이는 지역 반란이 군사적 성공을 거둘 가능성이 더 높아졌음을 의미했다.

### 플랑드르 문화와 정치에 미친 영향
벨기에에서 중세 역사에 대한 관심은 예술과 문학에서 낭만주의가 부상하면서 19세기에 나타났다. 역사가 조 톨레베크에 따르면, 그것은 곧 국민낭만주의의 "가장 중요한 현대적 열망과 연결될 수 있는 시기"였기 때문에 국민주의 이상과 연결되었다.

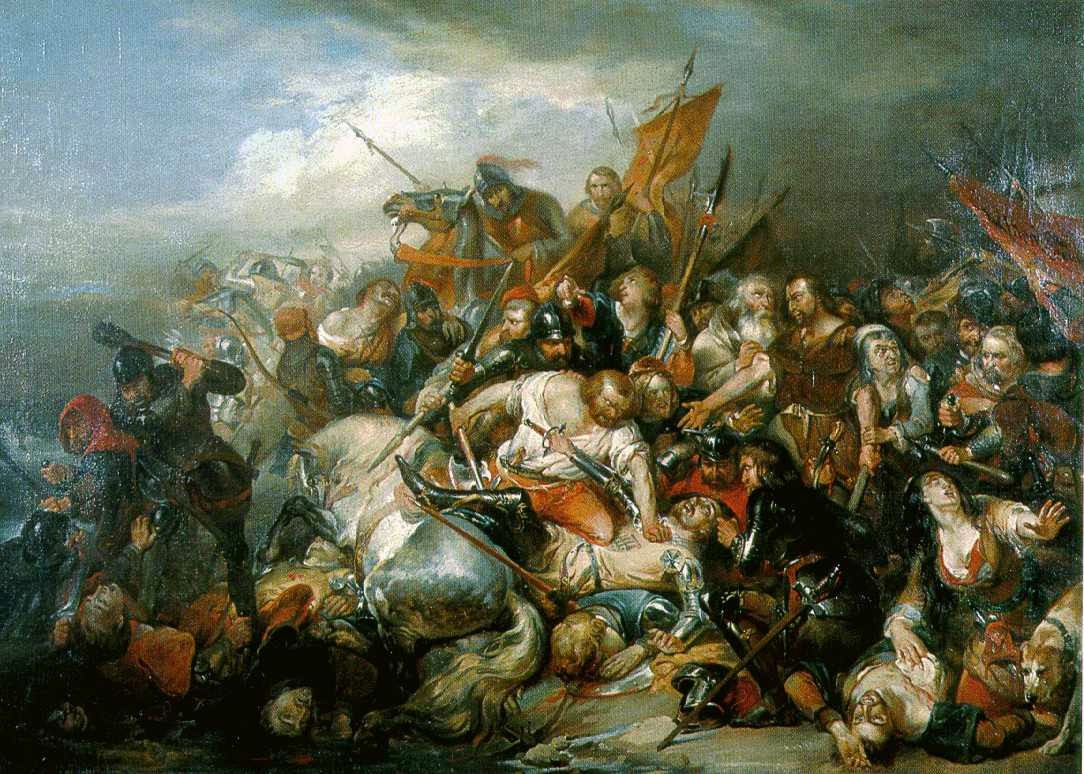
니케즈 드 케이저의 낭만주의적 전투 묘사는 헨드릭 콘시엔스의 책 플랑드르의 사자 (1838년)의 영감이 되었을 수 있다.

그 부흥 속에서 황금 박차 전투는 19세기와 20세기 플랑드르에서 "광범위한 숭배"의 대상이 되었다. 1830년 벨기에 독립 이후, 플랑드르의 승리는 지역적 자부심의 상징으로 해석되었다. 이 전투는 1836년 저명한 낭만주의 화가 니케즈 드 케이저에 의해 그려졌다. 아마도 이 그림에 영감을 받아, 플랑드르 작가 헨드릭 콘시엔스는 이 전투를 그의 1838년 고전 소설 <플랑드르의 사자> (De Leeuw van Vlaenderen)의 중심 소재로 삼아 대중에게 처음으로 알렸다. 이는 1895년 예술가 제임스 엔소르의 판화에 영감을 주었다. 또한 1906년에서 1908년 사이에 전투 현장에 대형 기념비와 개선문이 건립되었다. 이 전투는 알베르 1세 국왕에 의해 제1차 세계 대전 시작 시 플랑드르 병사들에게 1468년 프랑슈몽 투사 6백인에 해당하는 용기를 불어넣기 위해 언급되었다. 1914년, 할렌 전투에서 벨기에가 독일 기병에 맞서 거둔 승리는 황금 박차에 비유하여 "은 헬멧 전투"라고 불렸다. 그 기념일인 7월 11일은 플랑드르의 중요한 연례 기념일이 되었다. 1973년, 이 날짜는 플람스어 공동체의 공식 공휴일로 지정되었다.
황금 박차 전투가 플랑드르 정체성의 중요한 부분이 되면서 플랑드르 운동 내에서도 점점 더 중요해졌다. 1860년대에 등장한 이 운동은 플랑드르(네덜란드어)어 사용 지역 플란데런의 자치 또는 독립을 추구했으며, 제1차 세계 대전 이후 더욱 급진화되었다. 이 전투는 플랑드르 민족 해방을 위한 역사적 투쟁의 "중요한 이정표"이자 외국 지배에 대한 저항의 상징으로 여겨졌다. 플랑드르 민족주의자들은 이 전투에 대한 시와 노래를 쓰고 지도자들을 기렸다. 이러한 언어 기반 민족주의의 결과로, 프랑스어 사용 병사들의 기여와 왈롱 귀족 나뮈르의 기의 전투 지휘는 무시되었다.

## 더 읽어보기
- TeBrake, William H. (1993). 《반란의 재앙: 플랑드르의 민중 정치와 농민 반란, 1323–1328》. 필라델피아: 펜실베이니아 대학교 출판부. ISBN 978-0-8122-3241-7.
- Nörtemann, Gevert H. (2016). 〈갈등 속의 기억과 정체성: 19세기 벨기에에서 코르트레이크 전투(1302년)에 관한 신화〉.   Fenoulhet, Jane; Gilbert, Lesley. 《저지대 국가 역사와 문화 이야기: 과거를 재구성하기》. 런던: UCL Press. 63–72쪽. doi:10.2307/j.ctt1hd18bd.11. ISBN 9781910634981. JSTOR j.ctt1hd18bd.11.